# Lagoa do Piauí
Lagoa do Piauí är en kommun i Brasilien.   Den ligger i delstaten Piauí, i den östra delen av landet, 1 300 km nordost om huvudstaden Brasília. Antalet invånare är 3 863.
Omgivningarna runt Lagoa do Piauí är huvudsakligen savann. Runt Lagoa do Piauí är det glesbefolkat, med 11 invånare per kvadratkilometer.